# Deutsche Squashnationalmannschaft
Die deutsche Squashnationalmannschaft ist die Gesamtheit der Bundeskader des Deutschen Squashverbandes (DSQV). In ihm finden sich deutsche Sportler wieder, die ihr Land sowohl in Einzel- als auch in Teamwettbewerben national und international im Squashsport repräsentieren.

## Aktuelle Berufungen
Bundestrainer ist seit 2007 der ehemalige Profispieler Oliver Pettke. Für die Weltmeisterschaft der Herren 2023 nominierte er die folgenden Spieler:
| Rang | Name           | Geburtsdatum       | WRL | Einsätze | Siege | Niederlagen |
| ---- | -------------- | ------------------ | --- | -------- | ----- | ----------- |
| 1.   | Raphael Kandra | 29. Oktober 1990   | 33  | 6        | 2     | 4           |
| 2.   | Simon Rösner   | 5. November 1987   | −   | 4        | 4     | −           |
| 3.   | Yannik Omlor   | 3. September 1996  | 86  | 5        | 4     | 1           |
| 4.   | Valentin Rapp  | 16. September 1992 | 160 | 1        | −     | 1           |

Für die Mannschaftsweltmeisterschaft der Damen 2022 wurden Saskia Beinhard, Sharon Sinclair, Katerina Tycova und Maya Weishar nominiert. Bei den World Games 2022 gingen Raphael Kandra, Yannik Omlor, Saskia Beinhard und Katerina Tycova für die deutsche Mannschaft an den Start.

## Internationale Wettbewerbe
Das beste Resultat bei einer Weltmeisterschaft war bei den Herren der 5. Platz im Jahr 2013 in der Besetzung Simon Rösner, Raphael Kandra, Jens Schoor und André Haschker. Das bislang schlechteste Resultat war der 16. Platz. Erstmals nahm die Herrennationalmannschaft 1981 bei einer Weltmeisterschaft teil. Die Damenmannschaft konnte in den Jahren 1989 und 1990 den 4. Platz bei einer Weltmeisterschaft belegen. Beide Male bestand der Kader aus Sabine Schöne, Daniela Grzenia, Andrea Holbe und Beate Müller.
Bei Europameisterschaften wurden die Herren dreimal Vizeeuropameister: 1990, 1993 und 1994 unterlag die Mannschaft jeweils im Endspiel gegen England. Zum Kader 1990 gehörten Hansi Wiens, Jochen Arndt, Oliver Rucks, Simon Frenz, Christian Bernard und Benjamin Bay. 1993 und 1994 setzte sich die Mannschaft aus Hansi Wiens, Oliver Rucks, Simon Frenz und Florian Pößl zusammen. Die deutschen Damen wurden in den Jahren 1992, 1994 und von 1996 durchgängig bis einschließlich 2000 Vizeeuropameister. Sabine Schöne, Daniela Grzenia und Sabine Baum bildeten den Kader im Jahr 1992, während 1994 und 1996 statt Grzenia Silke Bartel zur Mannschaft gehörte. 1997 setzte sich die Mannschaft aus Sabine Schöne, Sabine Baum und Karin Berière zusammen, im Jahr darauf rückte nochmals Daniela Grzenia in den Kader neben Sabine Schöne und Sabine Baum. Grzenia, Schöne und Baum bildeten auch 2000 den deutschen Kader, dazwischen bestand er im Jahr 1999 aus Schöne, Grzenia und Berière.

## Bilanz bei Weltmeisterschaften
| Herren |                    |                    |                    |                    |                    |
| Jahr   | Austragungsort     | Runde              | Platzierung        | Siege              | Niederlagen        |
| 1967   | Melbourne          | nicht teilgenommen | nicht teilgenommen | nicht teilgenommen | nicht teilgenommen |
| 1969   | Birmingham         | nicht teilgenommen | nicht teilgenommen | nicht teilgenommen | nicht teilgenommen |
| 1971   | Palmerston North   | nicht teilgenommen | nicht teilgenommen | nicht teilgenommen | nicht teilgenommen |
| 1973   | Johannesburg       | nicht teilgenommen | nicht teilgenommen | nicht teilgenommen | nicht teilgenommen |
| 1976   | Birmingham         | nicht teilgenommen | nicht teilgenommen | nicht teilgenommen | nicht teilgenommen |
| 1977   | Toronto            | nicht teilgenommen | nicht teilgenommen | nicht teilgenommen | nicht teilgenommen |
| 1979   | Brisbane           | nicht teilgenommen | nicht teilgenommen | nicht teilgenommen | nicht teilgenommen |
| 1981   | Stockholm          | Gruppenphase       | 16.                | 2                  | 5                  |
| 1983   | Auckland           | nicht teilgenommen | nicht teilgenommen | nicht teilgenommen | nicht teilgenommen |
| 1985   | Kairo              | Gruppenphase       | 8.                 | 3                  | 6                  |
| 1987   | London             | Gruppenphase       | 14.                | 4                  | 4                  |
| 1989   | Singapur           | Gruppenphase       | 10.                | 5                  | 2                  |
| 1991   | Helsinki           | Gruppenphase       | 10.                | 4                  | 2                  |
| 1993   | Karatschi          | Gruppenphase       | 8.                 | 4                  | 2                  |
| 1995   | Kairo              | Gruppenphase       | 10.                | 3                  | 3                  |
| 1997   | Petaling Jaya      | Gruppenphase       | 9.                 | 3                  | 3                  |
| 1999   | Kairo              | Gruppenphase       | 10.                | 3                  | 3                  |
| 2001   | Melbourne          | Achtelfinale       | 15.                | 2                  | 5                  |
| 2003   | Wien               | Achtelfinale       | 15.                | 3                  | 4                  |
| 2005   | Islamabad          | Achtelfinale       | 10.                | 3                  | 3                  |
| 2007   | Chennai            | Achtelfinale       | 16.                | 2                  | 5                  |
| 2009   | Odense             | Achtelfinale       | 11.                | 4                  | 3                  |
| 2011   | Paderborn          | Achtelfinale       | 8.                 | 5                  | 2                  |
| 2013   | Mülhausen          | Viertelfinale      | 5.                 | 6                  | 1                  |
| 2015   | Kairo              | keine Austragung   | keine Austragung   | keine Austragung   | keine Austragung   |
| 2017   | Marseille          | Achtelfinale       | 9.                 | 5                  | 1                  |
| 2019   | Washington, D.C.   | Viertelfinale      | 6.                 | 4                  | 3                  |
| 2023   | Tauranga           | Viertelfinale      | 7.                 | 4                  | 2                  |
| Gesamt | 19 / 27 Teilnahmen | 19 / 27 Teilnahmen | 5. Platz           | 69                 | 59                 |